# Xã Michigan, Quận Clinton, Indiana
Xã Michigan (tiếng Anh: Michigan Township) là một xã thuộc quận Clinton, tiểu bang Indiana, Hoa Kỳ. Năm 2010, dân số của xã này là 1.649 người.